# 陳懷琪事件
陳懷琪事件，發生於1959年，《自由中國》雜誌登刊了一位署名為「陳懷琪」讀者的兩篇投書。但之後，遭到台南陸軍工兵基地中校陳懷琪在《中央日報》刊登啟示，認為《自由中國》偽造文書、毀損他的名譽，批評《自由中國》毀損中華民國總統蔣介石名譽，向法院控告《自由中國》主編雷震。
《自由中國》編輯事後比對陳懷琪投書與訴狀的筆跡，發現是同一人所寫，懷疑這事件是由情治與政戰單位發動。胡適在此事件後，要求《自由中國》只能登刊實名發表的文章，寫作《自由與容忍》。在胡適居中調解後，此事件並沒有擴大，但隨後發生雷震事件；此事件因而被視為蔣介石政府整肅《自由中國》的預警。